# ケビン・マース
ケビン・クリスチャン・マース（Kevin Christian Maas、1965年1月20日 - ）は、アメリカ合衆国カリフォルニア州出身の元プロ野球選手（内野手）。

## 経歴
1986年のMLBドラフト22巡目でニューヨーク・ヤンキースから指名を受け入団。マイナーで順調にキャリアを重ね、1990年6月にドン・マッティングリーの代役としてメジャー初昇格を果たす。なおマイナー時代には1年早く入団していた実兄のジェイソン・マースと何度かチームメイトになっている。
メジャー史上最速で10本塁打に到達するなどデビュー直後から本塁打を量産し、大型新人として注目を集めた。またハンサムな容貌から女性人気が高く、マースが本塁打を打つたびにトップスを脱ぎ捨てる女性ファンの集団（マース・トップスと名付けられた）がスタジアムに現れ話題を呼んだこともあった。この年は出場79試合で打率.252、本塁打21本と新人としては上々の成績を収め、新人王投票でもサンディー・アロマー・ジュニアに次ぐ2位に入った。
マッティングリーの後継者として期待を受けたが翌年は伸び悩み、また36試合で6失策と一塁守備にも難が見られたため、復調したマッティングリーに押し出される形で指名打者に回った。それでもチーム2位の23本塁打を放って意地を見せたが、翌1992年は右打ちのジム・レイリッツや新加入のダニー・タータブルと併用され、マースは対右投手での起用となると、1993年にはさらに成績が低迷してレギュラー剥奪、さらにマイナー落ちも経験し、結局1994年シーズン開幕前にヤンキースを解雇された。以降は所属球団を転々としながら主にマイナーリーグでプレーを続けたが、目立った成績は残せなかった。
1996年6月、シーズン途中で解雇されたグレン・デービスとスコット・クールボーの後釜として阪神タイガースに入団する運びとなり、来日。同時に入団したクレイグ・ワーシントンと共に中軸候補として期待を受け、マスコミからは登録名に掛けて「打ってクレイグ、たのんマース」などと書かれた。
残りのシーズンを通してクリーンナップとして積極的に起用されたが、弱点を攻められると脆く、同年限りで退団となった。なお彼の応援歌は似た響きの名前（姓）をもつ名助っ人ランディ・バースの応援歌を流用したものだったが、やがてラリー・パリッシュやロブ・ディアーが用いた応援歌に差し替えられた。
帰国後はマイナーのAAA級で1シーズンプレーしたが奮わず、現役を引退した。現在はアメリカ合衆国の大手証券会社チャールズ・シュワブで財務コンサルタントとして働いている。

## 詳細情報

### 年度別打撃成績
| 年 度    | 球 団    | 試 合 | 打 席 | 打 数 | 得 点 | 安 打 | 二 塁 打 | 三 塁 打 | 本 塁 打 | 塁 打 | 打 点 | 盗 塁 | 盗 塁 死 | 犠 打 | 犠 飛 | 四 球 | 敬 遠 | 死 球 | 三 振 | 併 殺 打 | 打 率 | 出 塁 率 | 長 打 率 | O P S |
| -------- | -------- | ----- | ----- | ----- | ----- | ----- | -------- | -------- | -------- | ----- | ----- | ----- | -------- | ----- | ----- | ----- | ----- | ----- | ----- | -------- | ----- | -------- | -------- | ----- |
| 1990     | NYY      | 79    | 300   | 254   | 42    | 64    | 9        | 0        | 21       | 136   | 41    | 1     | 2        | 0     | 0     | 43    | 10    | 3     | 76    | 2        | .252  | .367     | .535     | .902  |
| 1991     | NYY      | 148   | 592   | 500   | 69    | 110   | 14       | 1        | 23       | 195   | 63    | 5     | 1        | 0     | 5     | 83    | 3     | 4     | 128   | 4        | .220  | .333     | .390     | .723  |
| 1992     | NYY      | 98    | 315   | 286   | 35    | 71    | 12       | 0        | 11       | 116   | 35    | 3     | 1        | 0     | 4     | 25    | 4     | 0     | 63    | 1        | .248  | .305     | .406     | .710  |
| 1993     | NYY      | 59    | 177   | 151   | 20    | 31    | 4        | 0        | 9        | 62    | 25    | 1     | 1        | 0     | 1     | 24    | 2     | 1     | 32    | 2        | .205  | .316     | .411     | .727  |
| 1995     | MIN      | 22    | 64    | 57    | 5     | 11    | 4        | 0        | 1        | 18    | 5     | 0     | 0        | 0     | 0     | 7     | 2     | 0     | 11    | 4        | .193  | .281     | .316     | .597  |
| 1996     | 阪神     | 63    | 269   | 241   | 23    | 59    | 8        | 1        | 8        | 93    | 42    | 1     | 1        | 0     | 1     | 26    | 0     | 1     | 60    | 4        | .245  | .320     | .386     | .706  |
| MLB：5年 | MLB：5年 | 406   | 1448  | 1248  | 171   | 287   | 43       | 1        | 65       | 527   | 169   | 10    | 5        | 0     | 10    | 182   | 21    | 8     | 310   | 13       | .230  | .329     | .422     | .752  |
| NPB：1年 | NPB：1年 | 63    | 269   | 241   | 23    | 59    | 8        | 1        | 8        | 93    | 42    | 1     | 1        | 0     | 1     | 26    | 0     | 1     | 60    | 4        | .245  | .320     | .386     | .706  |

### 記録
NPB
- 初出場・初先発出場：1996年6月30日、対ヤクルトスワローズ15回戦（明治神宮野球場）、4番・一塁手として先発出場
- 初安打：1996年7月2日、対中日ドラゴンズ12回戦（阪神甲子園球場）、4回裏に前田幸長から
- 初打点：同上、8回裏に北野勝則から
- 初本塁打：1996年7月6日、対読売ジャイアンツ15回戦（東京ドーム）、4回表に槙原寛己からソロ

### 背番号
- 24 （1990年 - 1993年、1995年）
- 32 （1996年）